# Списак акција отпора у Београду јула 1941.
Након позива прогласа КПЈ са позивом на устанак, организоване групе у Београду покренуле су акције отпора окупатору. Те акције имале су једним делом демонстративан карактер са циљем да се популарише отпор и борба против окупатора, док су другим делом били усмерени на наношење штете окупатора. Немачке и квислиншке власти на талас отпора у Београду реаговале су завођењем терораа. 18. јула стрељано 28 затвореника, а 28. јула 122 затвореника. 28. јула немачке власти прогласиле су у Београду опсадно стање.
| датум       | опис акције |
| ----------- | --- |
| 4. јули     | Пресечен главни вод београдске радио-станице |
| 10. јули    | У Поенкареовој улици (данас Македонској) број 4, диверзанти су пресекли војни телефонски кабл којим се служила немачка војна јединица „Штерингштеле“. |
| 12. јули    | Омладинци - активисти су извели демонстративну акцију паљења квислиншких новина код Карађорђевог парка. Сличне акције спаљивања новина тада су изведене и у другим деловима града. |
| 12. јули    | Око 22,30 часова, ударна група пресекла је све телеграфско-телефонске везе између железничких станица Жарково и Чукарица. |
| 14. јули    | Антифашистички омладинци су на дан истакли у Книћаниновој улици пароле: „Ништа окупаторима!", „Напоље са окупаторима!" и друге. Извођење сличних акција у лето 1941. узело је широког маха. |
| 16. јули    | Око 22 часа, ударна група подметнула је пожар у приватној гаражи Љубивоја Перишића у Милошевој улици број 1, коју је користио окупатор. Изгорело је око 90 буради нафте. |
| 16-17. јули | Ударна група су пресекла је далековод на подручју Београда и онемогућила рад на линији међуградског телефонског саобраћаја. |
| 17. јули    | Изведена је акцију дизања у ваздух заплењене муниције у једном магацину на Железничкој станици,. |
| 20. јули    | У атару села Миријева,, по дану је био пресечен један телеграфско-телефонски стуб и тако су прекинуте везе које су водиле према Смедереву. |
| 21. јули    | Средњошколци Јован Стефановић, Јован Гајгер и неколико њихових другова покушали су да запале складиште бомби у старим лагумима на простору Ташмајдана. Они су претходно из лагума изнели извесне количине експлозива, који је касније употребљен у другим акцијама. Детонације су се чуле у већем делу Београда. |
| 21. јули    | У ауто-сервису „Шкода“ у Златиборској улици број 34, двојица омладинаца покушали су да запале шест немачких војних камиона |
| 22. јули    | Једна ударна група изазвала је експлозију у немачкој гаражи у Захумској улици број 26. |
| 22. јули    | Група илегалаца изазвала је пожар у штали у којој су били смештени коњи немачке војске у улици Светог Николе број 41. |
| 23. јули    | Једна ударна група изазвала је пожар у немачкој поштанској дирекцији у Симиној улици. |
| 24. јули    | Око 16 часова, ударна група је поново покушала да запали немачко складиште заплењене муниције на Железничкој станици. |
| 25. јули    | У зору тога дана, група од неколико наоружаних партизана дошла је у село Бели Поток, везала жандарме који су се нашли на служби и динамитом бацила у ваздух један железнички пропуст |
| 25. јули    | Ударне групе су извршили пет акција. У полицијским извештајима забележено је да су тога дана извршене акције паљења аутомобила у Кондиној улици, у Иванковачкој улици, испред хотела "Royal" у Краља Петра улици (данас Улица 7. јула), затим у Белгијској и Задарској улици.                                    |
| 26. јули    | Омладинци су запалили немачки војни аутомобил испред зграде број 26 у Кондиној улици |
| 26. јули    | Две средњошколке, ученице V разреда Друге женске гимназије, Нада Анастасијевић и Зорица Божовић, покушале су да запале немачки аутомобил у Симиној улици испред зграде број 23. Нада Анастасијевић успела је да измакне гониоцима, док је Зорица Божовић била ухваћена.                                          |
| 26-27, јули | Током ноћи, припадници једне ударне десетине запалили су гаражу „Форд“ у Гробљанској улици. У пожару су уништена 23 аутомобила, већи број је оштећен, а изгорела је и радионица за оправке, склониште резервних делова и већа количина нафте и бензина.                                                          |
| 27. јули    | Ударна група убацила је запаљиве плочице у бившу Крајслерову гаражу у Масариковој улици број 3, реквирираној од стране немачке војне команде, где се налазило око десет немачких аутомобила. |
| 27. јули    | Изведена је највећа акција илегалних десетина и ударних група у Београду у паљењу окупаторске штампе. Акција је изведена истовремено, око 7 часова ујутру, у свим деловима града. |
| 27. јули    | Ударна група покушала је да изазове пожар у штали 734. пешадијског пука. |
| 27. јули    | Око 20 часова, испаљено је више метака на једног немачког војника. |
| 28-29. јули | Током ноћи ударна група скојевца Драгутина Стојнића, оборила је телефонско-телеграфски стуб у Калуђерици, и прекинула везе. |
| 29. јули    | Посебна група од око 50 активиста ослободила је Александра Ранковића из руку Гестапоа упадом у затвореничку болницу у Видинској улици. Том приликом убијен је жандармеријски наредник Аранђел Јовановић и један немачки војник, док је ударна група имала двојицу рањених.                                       |
| у јулу      | Запаљен је немачки аутомобил у Приштинској улици. |
| у јулу      | У бифеу, у данашњој Змај-Јовиној улици, двојица активиста покушала су да отрују Ђорђа Космајца, агента специјалне полиције. |
| у јулу      | По целом граду растурани су леци са одштампаним паролама које подстичу на отпор: „Смрт фашизму!", „Србија се умирит не може“ и друге. |